# Гідровентилятор
Гідровентиля́тор (рос. гидровентилятор, англ. hydrofan, нім. Hydrolüfter m) — вентилятор із гідравлічним двигуном.
Застосовується в гірничих виробках гідрошахт, що мають трубопровід для подачі води.
Гідровентилятор вибухобезпечний.
Продуктивність сучасних гідровентиляторів — 80-220 м³/хв, напір — 0,8—1,5 кПа. Потужність гідродвигуна — 7 кВт, робочий напір води — 2,9 МПа, витрати води — 10 м³/год.